# Харрис, Сэм
Сэм Ха́ррис (англ. Sam Harris, полное имя Сэ́мюэл Бенджамин Ха́ррис; англ. Samuel Benjamin Harris; род. 9 апреля 1967, Лос-Анджелес) — американский публицист в областях философии, религии и нейробиологии. Известен, прежде всего, как сторонник и популяризатор атеистического мировоззрения.
Харрис является одним из основателей и действующим CEO организации «Проект Разум». В 2004 году он опубликовал свою первую книгу «Конец веры», которая получила награду PEN/Martha Albrand Award 2005, при этом в списке бестселлеров по версии The New York Times продержалась 33 недели. В 2006 году Харрис опубликовал книгу «Письмо к христианской нации» в ответ на критику книги «Конец веры». Следующей работой была «Моральный ландшафт», опубликованная в 2010 году, в ней Харрис утверждает, что наука может помочь прояснить многие моральные вопросы и улучшить благополучие людей. Книга получила серьезную критику, в основном за слишком упрощённый взгляд на науку морали и то, что книга содержит мало новой информации и лишь представляет читателю взгляд на утилитаризм. В 2011 году появилось эссе «Лживость», изобилующее деталями о природе лжи, в 2012 — небольшое произведение «Свобода воли». Последним на данный момент является произведение 2014 года «Пробуждение: Руководство по духовности без религии».
Харрис является современным религиозным критиком, сторонником научного скептицизма и «нового атеизма». Кроме того, он выступает за отделение церкви от государства, свободу вероисповедания и свободу религиозной критики. Помимо книг Харрис написал множество статей для следующих изданий: The Huffington Post, Los Angeles Times, The Washington Post, The New York Times, Newsweek, Nature. В своих статьях он рассматривает различные вопросы, затрагивающие религию, мораль, нейробиологию, свободную волю, терроризм и самооборону.
Он регулярно выступает с лекциями в США и Великобритании, посетив такие научно-образовательные учреждения как Оксфорд, Кембридж, Гарвард, Калифорнийский технологический институт, Беркли, Стэнфордский университет, университет Тафтса. Харрис выступал на конференции TED, где он изложил аргументы, высказанные в книге «Моральный ландшафт». Также он появился в документальных фильмах «Бог, которого не было» (2005) и «Неверующие» (2013).

## Биография и образование
Сэм Харрис родился и вырос в Лос-Анджелесе. Его отец, Беркли Харрис — актёр. Мать, Сьюзан Харрис — телепродюсер и создатель комедийного сериала «Золотые девочки». Отец Сэма был родом из квакерского окружения, а мать имеет еврейские корни. Его родители редко обсуждали религиозные вопросы, но, как признавался Сэм, тема религии всегда его интересовала. Харрис неохотно говорит о личной жизни, ссылаясь на соображения безопасности. В 1986 году, будучи студентом Стэнфордского университета, он экспериментировал с экстази, при этом Харрис рассказывает о прозрениях, которые проявились сугубо психологически. Харрис изучал боевые искусства и преподавал ниндзюцу в колледже. После двадцатилетнего перерыва он вновь вернулся к изучению боевых искусств, помимо прочего включив в свою практику бразильское джиу-джитсу.
Харрис увлекся духовными и философскими вопросами во время обучения в Стэнфордском университете. Он был очарован идеей, что мог бы достичь духовных прозрений без использования наркотических препаратов. На второй год обучения он оставил Стэнфорд, отправившись в Индию, где обучался медитативным практиками у индуистских и буддийских учителей, в том числе и у Дилго Кхьенце. В 1997 году, одиннадцать лет спустя, он вернулся в Стэнфорд и завершил образование, получив степень бакалавра в области философии в 2000 году. Сразу же после терактов 11 сентября 2001 года Сэм Харрис начал писать свою первую книгу «Конец веры».
В 2009 году Харрис получил степень доктора философии в области когнитивной нейробиологии в Калифорнийском университете в Лос-Анджелесе. Темой его работы были исследования нейронной основы веры, неверия и неопределенности с использованием методов магнитно-резонансной томографии. Его диссертация получила название «Моральный ландшафт: Как наука может определять человеческие ценности», научный руководитель — Марк Коэн.
Харрис женился в 2004 году. В браке родились две дочери. Его жена, Аннака Харрис, является соучредителем организации «Проект Разум» и является редактором научно-популярной и научной литературы.

## Мировоззрение
Основной посыл Харриса заключается в том, что пришло время, чтобы свободно подвергать сомнению идею религиозной веры. Харрис подвергает критике ислам, христианство, иудаизм, которые, как он считает, догматичны и готовы причинить вред другим только за их религиозные взгляды. Он чувствует, что само выживание цивилизации в опасности из-за табу на подвергание сомнению религиозных убеждений, что данное табу препятствует прогрессу в направлении развития более просвещенных подходов к духовности и этике.
Будучи атеистом, Харрис избегает использования термина «атеизм», утверждая, что нет необходимости вешать на себя некий ярлык. Его позиция такова, что «атеизм» сам по себе не является мировоззрением или философией. Он считает, что «атеисты не должны себя как-нибудь называть. Мы должны идти под радаром до конца своей жизни. И в то же время мы должны быть порядочными, честными людьми, которые разрушают плохие идеи, где бы их не находили».
Харрис утверждает, что религия просто изобилует негативными идеями, называя её «одним из самых порочных злоупотреблений разумом из когда-либо созданных нами». Он сравнивает современные религиозные убеждения с мифами Древней Греции, которые когда-то имели актуальность, но сейчас признаны устаревшими. В интервью PBS в январе 2007 года Харрис сказал: «Мы не верим в Зевса, по сути являясь атеистами по отношению к Зевсу. Кроме того, мы не верим в астрологию». Он продолжает говорить, что понятие веры будет удалено только тогда, когда «мы достигнем уровня интеллектуальной честности, когда мы больше не будем делать притворный вид, чтобы быть уверенными в таких вещах, в которых мы не уверены».
Он также отвергает убеждение, что создание Библии было вдохновлено всезнающим богом. Если бы подобное имело место, то книга может «делать конкретные фальсифицируемые прогнозы касательно человеческих событий». Вместо этого, отмечает он, Библия «не содержит ни одного предложения, которое не могло быть написано мужчиной или женщиной, живущим в первом веке».
В книге «Конец веры» Харрис пишет, что религиозный догматизм имеет выраженный недостаток в том, что подобные убеждения основаны на вере, а не на фактических данных и опыте. Он утверждает, что религия позволяет себе взгляды, которые в ином случае были бы признаком «сумасшествия», чтобы стать признанными, а в некоторых случаях почитаемые как «святые», в качестве примера приводя доктрину пресуществления. Харрис считает, что человек, развивший в себе веру, будет считаться «сумасшедшим», и тот факт, что «наше общество считает нормальным веру в то, что Творец вселенной может знать твои мысли, но считает ненормальным веру в то, что Бог посылает тебе сообщения в коде Морзе с помощью стука капель дождя по подоконнику в твоей спальне».
Харрис заявляет, что он выступает за принуждения в мягкой форме, корректирующие нетерпимость, которые отличают его от исторического религиозного преследования. Он содействует разговорной нетерпимости, в которой личные убеждения масштабируются против доказательств, где интеллектуальная честность требует в равной степени религиозных и нерелигиозных взглядов. Он также считает, что существует необходимость противостоять запретам, которые мешают открытой критике религиозных идей, верований и практик под эгидой «толерантности».

### Отношение к иудаизму
Несмотря на то, что Харрис был воспитан матерью с еврейскими корнями и отцом квакером, он публично заявил, что его воспитание было сугубо светским. Религиозный критик Кристофер Хитченс назвал Харриса «еврейским воином против теократии и фанатизма всех мастей».

В книге «Конец веры» Харрис высказывает критическое отношение к иудейской вере и её последователям:
Евреи страдали на протяжении многих столетий, и кульминацией этих страданий стал холокост. Нам трудно предположить, что они сами навлекали на себя эти невзгоды, хотя в этом есть доля правды. <…> идеология иудаизма по сей день остается молниеотводом нетерпимости. <…> Иудеи верят, что они носители уникального завета с Богом. Вследствие этого в течение последних двух тысяч лет они сотрудничают с теми, кто считает их особыми, тем, что и сами глубоко в этом уверены. Иудаизм, подобно любым другим религиям, создает раздоры, склонен к забавному буквализму и не в ладах с современными знаниями, которые двигают вперед цивилизацию. Еврейские поселенцы, использующие свою «свободу веры» на завоеванной земле, сегодня представляют собой основное препятствие для развития мирного процесса на Ближнем Востоке.

### Наука о морали

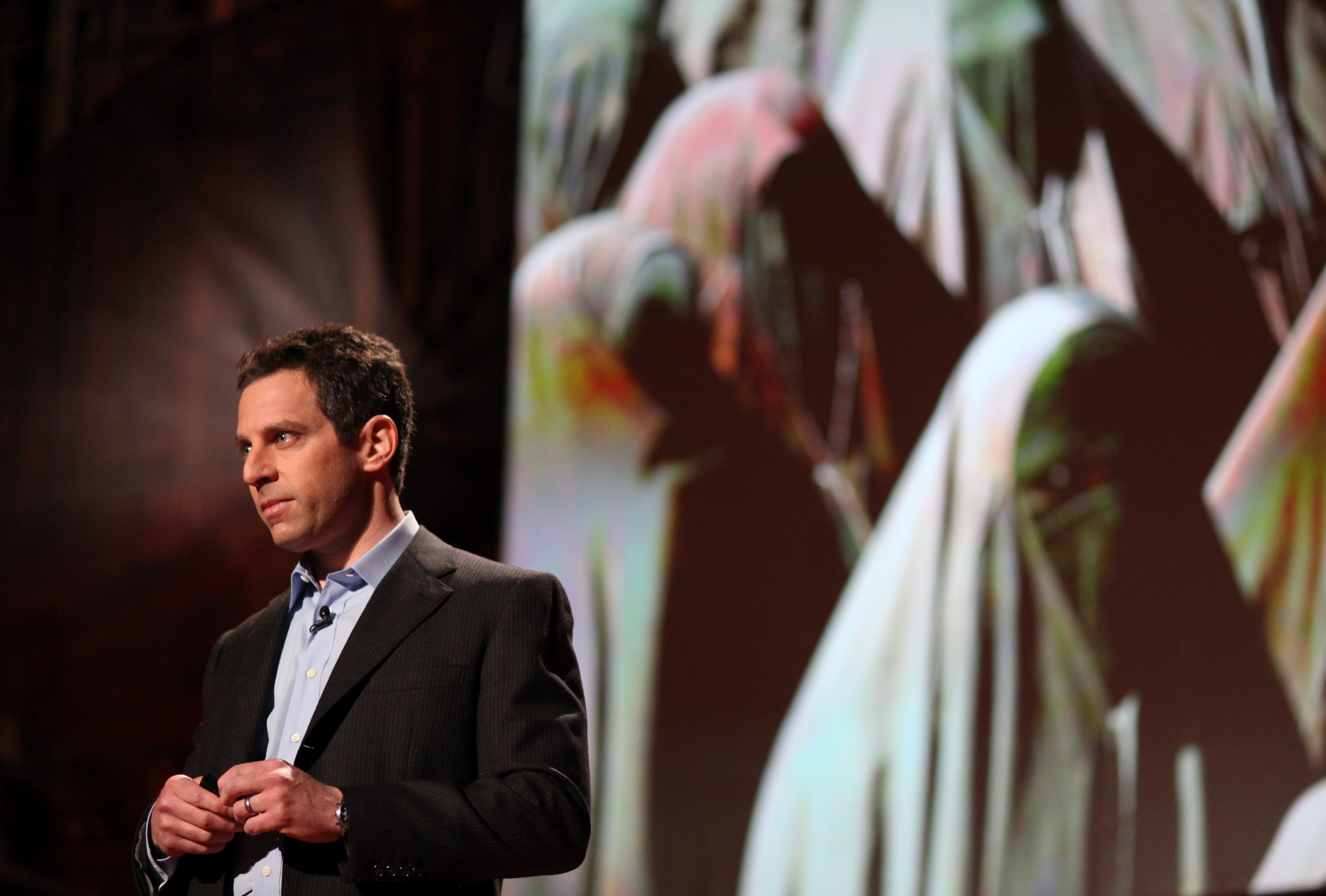
Выступление Сэма Харриса на конференции TED в 2010 году

В своей третьей книге «Моральный ландшафт» Харрис утверждает, что «человеческое благосостояние не является случайным явлением. Это зависит от многих факторов, начиная от генетики и нейробиологии и заканчивая социологией и экономикой». Он отмечает, что на данный момент человечество достигло той отметки, когда расцвет науки и спрос на её ценности способствуют тому, что многие научные дисциплины могут «иметь непосредственное влияние на процветание человеческого общества». Харрис полагает, что настало время для продвижения научного подхода к нормам морали, отвергая идею о том, что религия определяет то, что является добром. Он считает, что раз ученые начинают рассматривать моральные нормы в своих статьях, то сверхъестественные моральные системы отправляются «на свалку вместе с астрологией, колдовством и греческой мифологией».
Аргументы Харриса в его труде «Моральный ландшафт» были подвергнуты разносторонней критике. Вскоре после выхода книги Харрис ответил на некоторые критические замечания в статье для The Huffington Post.

### Отношение к духовности
Несмотря на антирелигиозную настроенность, Сэм Харрис считает, что не существует «ничего иррационального о поиске состояний ума, которые лежат в основе многих религий. Сострадание, благоговение, преданность и чувство единства, безусловно, наиболее ценные переживания, которые может иметь человек».

### Членство в организациях
В 2007 году Сэм и Аннака Харрис основали «Проект Разум», который представляет собой благотворительный фонд, посвященный распространению научных знаний и светских ценностей в обществе. Харрис также является членом совещательного совета Секулярной коалиции Америки, национальной организации лоббирования, представляющей интересы нетеистических американцев.

## Нейробиология
Основываясь на своих интересах в области веры и религии, Харрис защитил докторскую диссертацию по когнитивной нейробиологии в Калифорнийском университете Лос-Анджелеса. Он использовал методы МРТ для поиска различий в ответах мозга испытуемых в тот момент, когда они выносят предположения об истине, лжи, неразрешимости по широкому спектру категорий, который включает в себя автобиографические, математические, географические, религиозные, этические, семантические и фактические утверждения.
В другом исследовании Харрис и его коллеги изучали нейронную основу религиозных и нерелигиозных убеждений с помощью фМРТ. Пятнадцать истых христиан и пятнадцать неверующих были обследованы в тот момент, когда они оценивали истинность и ложность религиозных и нерелигиозных предположений. Для обеих групп реакции по разрешению религиозных предположений были связаны с повышенной активностью вентромедиальной префронтальной коры, области мозга, участвующей в эмоциональном суждении, обработке неопределенности, оценке выгоды и размышлений о себе. «При сравнении религиозных исследуемых с нерелигиозными получен широкий диапазон различий в сигналах по всему мозгу», и обработка религиозных и эмпирических убеждений отличалась существенным образом. В области, связанные с повышенной активностью в ответ на религиозные стимулы, входят передняя часть островковой доли, вентральный стриатум, передняя часть поясной извилины и задняя часть медиальной коры головного мозга.

## Публицистика и выступления в СМИ
Харрис в своих статьях, благодаря которым он получил наибольшую известность, основное внимание уделяет нейробиологии и критике религии. Он ведет блоги в Washington Post, Huffington Post, а в прошлом и Truthdig, его статьи были опубликованы в таких изданиях, как Newsweek, The New York Times, Los Angeles Times, Boston Globe и британской газете The Times.
На счету Харриса многочисленные выступления на телевидении и радио: The O’Reilly Factor, ABC News, Tucker, Book TV, NPR, Real Time, The Colbert Report и The Daily Show. В 2005 году он появился в документальном фильме «Бог, которого не было». Харрис был основным докладчиком на конференции 2006 года «По ту сторону веры: Наука, Религия, Разум и Выживание». Он выступил с двумя докладами и принял участие в последующем обсуждении в группах. Харрис также несколько раз посодействовал созданию радио-подкаста «Точка расследования». В апреле 2011 года он рассуждал с Уильямом Лейном Крейгом о природе морали.
В сентябре 2011 года эссе Харриса «Лживость» вышло в качестве отдельно взятого издания на Kindle.
Харрис трижды появлялся в качестве гостя для создания подкаста на The Joe Rogan Experience, последний раз в сентябре 2014 года. Каждая из бесед длилась около трех часов и охватывала различные темы, связанные с научно-исследовательской работой, книгами и интересами Харриса.
28 сентября 2012 Харрис выступил на фестивале «Опасные идеи» в Сиднее, Австралия. Его речь касалась заблуждений свободы воли, которая стала темой его книги 2012 года.
7 апреля 2013 года Харрис продемонстрировал на своем блоге будущую книгу «Пробуждение», которая описывает его собственные взгляды на мистический опыт.

## Критика
Харрис был подвергнут критике со стороны своих коллег, авторов Huffington Post. Так, Р. Дж. Есков обвинил его в укреплении ненависти к исламу, что так же потенциально вредно, как и религиозный фанатизм, против которого он выступает. Маргарет Вертхайм, будучи сама атеистом, утверждает, что свободомыслящие должны рассматривать мнение Харриса в части религиозной веры «с изрядной долей скептицизма». С другой стороны, Харрис получил поддержку от Нины Берли и Ричарда Докинза.
Антрополог Скотт Атран подверг критике Харриса в части ненаучного выделения роли веры в психологии террористов-смертников. В 2006 году на конференции «По ту сторону веры» Атран противостоял Харрису, описывающему «карикатуру ислама». Позже Атран в онлайн-дискуссии на Edge.org подверг критике Харриса и других борцов с религиозным догматизмом и верой, указав, что это «научно необоснованно, психологически плохо информированно, политически наивно и контрпродуктивно для целей, которые мы преследуем». В The National Interest Атран выступал против основного тезиса Харриса в «Моральном ландшафте», касающегося того, что наука может определять моральные ценности. Атран добавляет, что отмена религии ни к чему не приведет и не избавит человечество от его болезней.
В январе 2007 года Харрис получил критику от Джона Горенфелда, опубликованную на AlterNet. Горенфелд призвал к ответу Харриса за защиту некоторых паранормальных исследований в области реинкарнации и ксеноглоссии. Он также подверг резкой критике высказывание Харриса в плане защиты судебных пыток (Харрис полагает, что пытки являются незаконными, но в некоторых крайних случаях могут быть этичны). Критика Горенфелда впоследствии была отражена Робертом Тоддом Кэрролом в Словаре Скептика. На своем сайте Харрис оспаривает, что его взгляды на данные факты ничем не отличаются от предложенных Горенфелдом. Вскоре после этого Харрис включается в продолжительную дискуссию с Эндрю Салливаном на интернет-форуме Beliefnet. В апреле 2007 года Харрис дискутировал с евангелистским пастором Риком Уорреном для журнала Newsweek.
Мадлен Бантинг цитирует Харриса: «Некоторые утверждения настолько опасны, что даже может быть этичным убивать людей за их веру», и заявляет: «Звучит как аргумент тех, кто работал с инквизицией». Цитируя тот же самый отрывок, богослов Кэтрин Келлер спрашивает, что «может быть более опасным, чем предложение подобного?», и утверждает, что «анти-толерантность» представляет собой как бы «демонстрацию» стены Джефферсона между церковью и государством. Писатель Теодор Далримпл описывает отрывок как «вполне возможно, наиболее позорное, что я прочитал в книге человека, позиционирующего себя как рационалиста». Харрис отвергает характеристику критиков, заявив, что данное предложение было искажено по сравнению с первоначальным контекстом. «Некоторые критики интерпретировали (данное предложение), чтобы сказать, что я защищаю убийство людей за их религиозные взгляды», — пишет он. — «Но такое прочтение остается откровенным искажением моих воззрений». В более поздней статье он описал эту же цитату как «самое неправильно понятое предложение в „Конец веры“», отметив, что это происходит в рамках «абсолютно необходимого» широкого контекста «философско-психологического анализа веры в качестве двигателя поведения», и что «нигде в своей работе я не предполагаю, что мы убиваем безобидных людей, замышляя преступление».
После двух колонок, одной в Аль-Джазира, другой в Salon.com, обвинивших «новых атеистов» в выражении иррациональной анти-мусульманской враждебности под видом рационального атеизма, Гленн Гринвальд написал колонку о том, с чем он согласен: «Ключевым моментом является то, что Харрис делает гораздо, гораздо больше, чем критики ислама в части общей критики религии, он неоднократно отмечал, что считает ислам нависшей угрозой. <…> Да, он критикует христианство, но оставляет самые интенсивные атаки и превосходные осуждения для ислама, а также уникальные политические запреты агрессии, насилия и ограничения прав, направленные только на мусульман».
Харрис написал ответ на этот спорный момент, который также транслировался на дебатах, организованными The Huffington Post, касающийся того, что критики ислама несправедливо обозначены как фанатики. Харрис и Гринвальд неоднократно сталкивались в других случаях, Харрис пишет, что Гринвальд «несмотря на работу, так и не смог сделать себя моим врагом».
Харрис отказывается от термина «исламофобия», в котором его часто обвиняют. Он подчеркивает, что его критика направлена не на мусульман как людей, а на само учение ислама как идеологию, признавая, что не все мусульмане придерживаются идей, которые он критикует. «Моя критика ислама — это критика убеждений и их последствий», — писал он после спорного столкновения с Беном Аффлеком в октябре 2014 года на шоу «В настоящее время с Биллом Маром». — «Но мои коллеги либералы рефлекторно рассматривают её как выражение нетерпимости по отношению к людям».
Комментируя книгу Харриса «Свобода воли», Дэниел Деннет не согласился со взглядами Харриса на компатибилизм, указав, что Харрис направляет свои доводы против необоснованно абсолютной, или «совершенной свободы», версии компатибилизма, которую Деннет называет некогерентной, подобной соломенному чучелу, версией.
В ответ на некоторые из наиболее частых критических замечаний на свои работы, многие из которых, как он утверждает, являются несправедливыми и неправильно понятыми, искажающими истинные позиции, Харрис поддерживает длинный и регулярно обновляемый пост на своем личном сайте, где он обращается с выводами и опровергает ту или иную позицию.

### На английском языке
- Lying. — 2011.
- Free Will. — 2012.

### Русскоязычные переводы
- Конец веры = The End of Faith: Religion, Terror, and the Future of Reason. — 2004.
- Письмо к христианской нации = Letter to a Christian Nation. — 2006.
- Моральный ландшафт = The Moral Landscape: How Science Can Determine Human Values. — М. : Карьера Пресс, 2015 — 336с. — ISBN 978-5-00-074071-2.
- Пробуждение: Руководство по духовности без религии = Waking Up: A Guide to Spirituality Without Religion. — 2014.
- Свобода воли, которой не существует = Free Will. — М. : Альпина Паблишер, 2015. — 112 с. — ISBN 978-5-9614-5083-5.
- Ложь. Почему говорить правду всегда лучше = Lying. — М. : Альпина Паблишер, 2015. — 143 с. — ISBN 978-5961450729.